# Hexabothrium canicula
Hexabothrium canicula är en plattmaskart. Hexabothrium canicula ingår i släktet Hexabothrium och familjen Hexabothriidae. Inga underarter finns listade i Catalogue of Life.